# Swanson (Nouvelle-Zélande)
Swanson et une banlieue externe de la région d’Auckland, située dans l’île du nord de la Nouvelle-Zélande.

## Situation
Elle est localisée à l’ouest de la ville d’Henderson et au nord-est se trouve la ville de Massey, entourée par la chaîne de Waitakere.

## Population
Lors du recensement de 2013, la population de la ville de Swanson était de 2 403 habitants.

## Transport
La gare, qui est celle de Swanson (en), est située sur le trajet de la ligne nord d’Auckland (en). 
La station est aussi le terminus de la ligne ouest d’Auckland (en), qui assure le service passager suburbain en direction de Auckland.  
C’est le point le plus à l’ouest et au nord de la ligne du réseau électrifié du chemin de fer d’Auckland (en).